# Bahnstrecke Limbach–Wüstenbrand
| Ausschnitt der Streckenkarte Sachsen von 1902 |                                         |                                                                                         |                                                                                         |
| Streckennummer (DB): | 6638 (Limbach (Sachs)–Kändler); sä. LWd |                                                                                         |                                                                                         |
| Kursbuchstrecke (DB): | 141c (1934) 170h (1944, 1946)           |                                                                                         |                                                                                         |
| Streckenlänge: | 12,144 km                               |                                                                                         |                                                                                         |
| Spurweite: | 1435 mm (Normalspur)                    |                                                                                         |                                                                                         |
| Maximale Neigung: | 10 ‰                                    |                                                                                         |                                                                                         |
| Minimaler Radius: | 300 m                                   |                                                                                         |                                                                                         |
| |                                         |                                                                                         |                                                                                         |
| \| \| \| von Oberfrohna \| \| \| \| 0,0000 00,000 \| Limbach (Sachs) \| 369 m \| \| \| 0,1650 00,000 \| Anst Schlachthof \| Anst Schlachthof \| \| \| 0,4480 00,000 \| EÜ Am Tännigt \| EÜ Am Tännigt \| \| \| 0,8890 00,000 \| EÜ Feldweg \| EÜ Feldweg \| \| \| \| nach Wittgensdorf ob Bf \| \| \| \| 1,520 00,000 \| Kändler \| 370 m \| \| \| 1,6760 00,000 \| EÜ Hauptstraße (14 m) \| EÜ Hauptstraße (14 m) \| \| \| 1,7980 00,000 \| Brücke Pleißenbach (65 m) \| Brücke Pleißenbach (65 m) \| \| \| 2,1750 00,000 \| Anst Zentrales Umspannwerk Löbenhain \| Anst Zentrales Umspannwerk Löbenhain \| \| \| 2,50 00,000 \| Anst VEB Energiebau Radebeul \| Anst VEB Energiebau Radebeul \| \| \| 2,7600 00,000 \| (Ende Strecke 6638) \| (Ende Strecke 6638) \| \| \| 2,9890 00,000 \| Anst Tankholzwerk Wolf \| Anst Tankholzwerk Wolf \| \| \| 3,170 00,000 \| Röhrsdorf (b Chemnitz) \| 373 m \| \| \| 4,4610 00,000 \| Viadukt Auritztal (Bundesautobahn 4, 140 m) \| Viadukt Auritztal (Bundesautobahn 4, 140 m) \| \| \| 5,8130 00,000 \| SÜ Kreisigstraße \| SÜ Kreisigstraße \| \| \| 6,6580 00,000 \| Viadukt Rabenstein (150 m) \| Viadukt Rabenstein (150 m) \| \| \| 6,890 00,000 \| Rabenstein (Sachs) \| 378 m \| \| \| \| von Küchwald \| \| \| \| 8,5280 11,665 \| Abzw Schützenhaus \| 378 m \| \| \| 8,5940 11,730 \| EÜ Rabensteiner Straße (Forsthausbrücke, 69 m) \| EÜ Rabensteiner Straße (Forsthausbrücke, 69 m) \| \| \| 9,3520 12,490 \| EÜ Pleißaer Straße \| EÜ Pleißaer Straße \| \| \| 00,000 12,839 \| Anst Bm Chemnitz (ehem. Gleis 3 Bf Grüna ob Bf) \| Anst Bm Chemnitz (ehem. Gleis 3 Bf Grüna ob Bf) \| \| \| 9,810 12,940 \| Grüna (Sachs) ob Bf (bis 1910 Obergrüna) \| 379 m \| \| \| 00,000 13,10 \| Anst Bm Chemnitz (ehem. Gleis 3 Bf Grüna ob Bf) \| Anst Bm Chemnitz (ehem. Gleis 3 Bf Grüna ob Bf) \| \| \| \| \| \| \| \| 10,7490 13,890 \| Anst Flachsaufbereitung Türk & Co., später VEB Zentrale Hechelei und Rohstoffversorgung \| Anst Flachsaufbereitung Türk & Co., später VEB Zentrale Hechelei und Rohstoffversorgung \| \| \| \| \| \| \| \| 11,3920 14,530 \| SÜ Straße der Einheit \| SÜ Straße der Einheit \| \| \| \| von Dresden Hbf \| \| \| \| 11,9920 15,130 \| SÜ Brückenstraße \| SÜ Brückenstraße \| \| \| \| nach Neuoelsnitz \| \| \| \| 12,1440 15,280 \| Wüstenbrand \| 378 m \| \| \| \| nach Werdau Bogendreieck \| \| \| \| \| \| \| \| links: Kilometrierung Strecke LWd (bis 1950) rechts: Kilometrierung Strecke CWd (ab 1950, km 0 in Küchwald) \| \| \| \| \| Quellen: [1][2] \| \| \| \| |                                         |                                                                                         |                                                                                         |
| Strecke (außer Betrieb) |                                         | von Oberfrohna                                                                          | von Oberfrohna                                                                          |
| Bahnhof (Strecke außer Betrieb) | 0,0000 00,000                           | Limbach (Sachs)                                                                         | 369 m                                                                                   |
| Abzweig geradeaus und nach rechts (Strecke außer Betrieb) | 0,1650 00,000                           | Anst Schlachthof                                                                        | Anst Schlachthof                                                                        |
| Brücke (Strecke außer Betrieb) | 0,4480 00,000                           | EÜ Am Tännigt                                                                           | EÜ Am Tännigt                                                                           |
| Brücke (Strecke außer Betrieb) | 0,8890 00,000                           | EÜ Feldweg                                                                              | EÜ Feldweg                                                                              |
| Abzweig geradeaus und nach links (Strecke außer Betrieb) |                                         | nach Wittgensdorf ob Bf                                                                 | nach Wittgensdorf ob Bf                                                                 |
| Bahnhof (Strecke außer Betrieb) | 1,520 00,000                            | Kändler                                                                                 | 370 m                                                                                   |
| Brücke (Strecke außer Betrieb) | 1,6760 00,000                           | EÜ Hauptstraße (14 m)                                                                   | EÜ Hauptstraße (14 m)                                                                   |
| Brücke über Wasserlauf (Strecke außer Betrieb) | 1,7980 00,000                           | Brücke Pleißenbach (65 m)                                                               | Brücke Pleißenbach (65 m)                                                               |
| Abzweig geradeaus und nach links (Strecke außer Betrieb) | 2,1750 00,000                           | Anst Zentrales Umspannwerk Löbenhain                                                    | Anst Zentrales Umspannwerk Löbenhain                                                    |
| Abzweig geradeaus und nach links (Strecke außer Betrieb) | 2,50 00,000                             | Anst VEB Energiebau Radebeul                                                            | Anst VEB Energiebau Radebeul                                                            |
| Kilometer-Wechsel (Strecke außer Betrieb) | 2,7600 00,000                           | (Ende Strecke 6638)                                                                     | (Ende Strecke 6638)                                                                     |
| Abzweig geradeaus und von rechts (Strecke außer Betrieb) | 2,9890 00,000                           | Anst Tankholzwerk Wolf                                                                  | Anst Tankholzwerk Wolf                                                                  |
| Bahnhof (Strecke außer Betrieb) | 3,170 00,000                            | Röhrsdorf (b Chemnitz)                                                                  | 373 m                                                                                   |
| Brücke (Strecke außer Betrieb) | 4,4610 00,000                           | Viadukt Auritztal (Bundesautobahn 4, 140 m)                                             | Viadukt Auritztal (Bundesautobahn 4, 140 m)                                             |
| Strecke mit Straßenbrücke (Strecke außer Betrieb) | 5,8130 00,000                           | SÜ Kreisigstraße                                                                        | SÜ Kreisigstraße                                                                        |
| Brücke (Strecke außer Betrieb) | 6,6580 00,000                           | Viadukt Rabenstein (150 m)                                                              | Viadukt Rabenstein (150 m)                                                              |
| Bahnhof (Strecke außer Betrieb) | 6,890 00,000                            | Rabenstein (Sachs)                                                                      | 378 m                                                                                   |
| Abzweig geradeaus und von links (Strecke außer Betrieb) |                                         | von Küchwald                                                                            | von Küchwald                                                                            |
| Blockstelle (Strecke außer Betrieb) | 8,5280 11,665                           | Abzw Schützenhaus                                                                       | 378 m                                                                                   |
| Brücke (Strecke außer Betrieb) | 8,5940 11,730                           | EÜ Rabensteiner Straße (Forsthausbrücke, 69 m)                                          | EÜ Rabensteiner Straße (Forsthausbrücke, 69 m)                                          |
| Brücke (Strecke außer Betrieb) | 9,3520 12,490                           | EÜ Pleißaer Straße                                                                      | EÜ Pleißaer Straße                                                                      |
| Abzweig geradeaus und nach rechts (Strecke außer Betrieb) | 00,000 12,839                           | Anst Bm Chemnitz (ehem. Gleis 3 Bf Grüna ob Bf)                                         | Anst Bm Chemnitz (ehem. Gleis 3 Bf Grüna ob Bf)                                         |
| Bahnhof (Strecke außer Betrieb) | 9,810 12,940                            | Grüna (Sachs) ob Bf (bis 1910 Obergrüna)                                                | 379 m                                                                                   |
| Abzweig geradeaus und von rechts (Strecke außer Betrieb) | 00,000 13,10                            | Anst Bm Chemnitz (ehem. Gleis 3 Bf Grüna ob Bf)                                         | Anst Bm Chemnitz (ehem. Gleis 3 Bf Grüna ob Bf)                                         |
| |                                         |                                                                                         |                                                                                         |
| Abzweig geradeaus und nach links (Strecke außer Betrieb) | 10,7490 13,890                          | Anst Flachsaufbereitung Türk & Co., später VEB Zentrale Hechelei und Rohstoffversorgung | Anst Flachsaufbereitung Türk & Co., später VEB Zentrale Hechelei und Rohstoffversorgung |
| |                                         |                                                                                         |                                                                                         |
| Strecke mit Straßenbrücke (Strecke außer Betrieb) | 11,3920 14,530                          | SÜ Straße der Einheit                                                                   | SÜ Straße der Einheit                                                                   |
| Abzweig ehemals geradeaus und von links |                                         | von Dresden Hbf                                                                         | von Dresden Hbf                                                                         |
| Strecke mit Straßenbrücke | 11,9920 15,130                          | SÜ Brückenstraße                                                                        | SÜ Brückenstraße                                                                        |
| Abzweig geradeaus, ehemals nach links und ehemals von links |                                         | nach Neuoelsnitz                                                                        | nach Neuoelsnitz                                                                        |
| Bahnhof | 12,1440 15,280                          | Wüstenbrand                                                                             | 378 m                                                                                   |
| Strecke |                                         | nach Werdau Bogendreieck                                                                | nach Werdau Bogendreieck                                                                |
| |                                         |                                                                                         |                                                                                         |
| links: Kilometrierung Strecke LWd (bis 1950) rechts: Kilometrierung Strecke CWd (ab 1950, km 0 in Küchwald) |                                         |                                                                                         |                                                                                         |
| Quellen: |                                         |                                                                                         |                                                                                         |

Die Bahnstrecke Limbach–Wüstenbrand war eine Nebenbahn in Sachsen. Sie verband die Industriestadt Limbach (heute Stadtteil von Limbach-Oberfrohna) mit Wüstenbrand (heute Stadtteil von Hohenstein-Ernstthal) an der Bahnstrecke Dresden–Werdau.

## Geschichte

Rabensteiner Viadukt (1900)

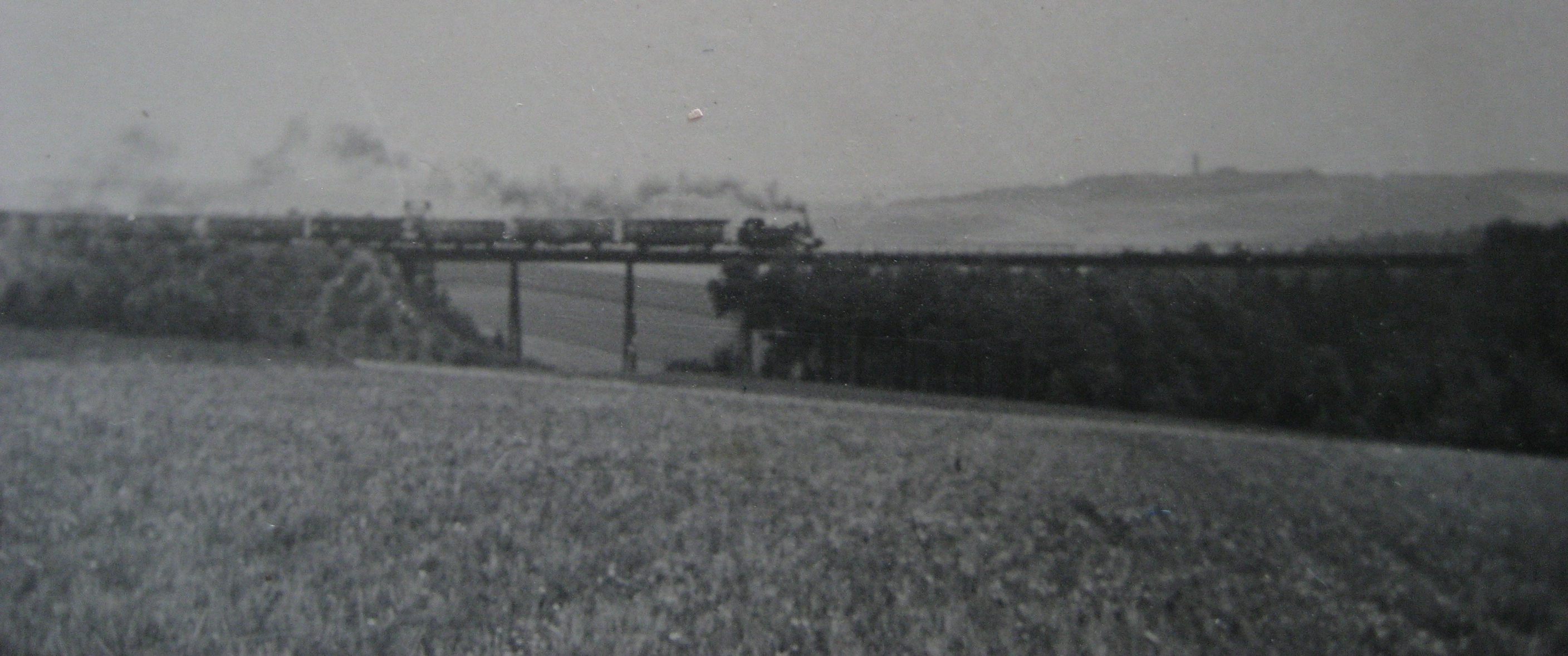
Auritztalviadukt

Bereits seit 1872 besaß die kleine Industriestadt Limbach einen Bahnanschluss zur Strecke Neukieritzsch–Chemnitz. Es war jedoch schon bald der Wunsch der Stadt, eine weitere, direktere Anbindung an die Bahnstrecke Dresden–Werdau zu erlangen. Hintergrund dieser Forderung war vor allem, einen kürzeren und damit billigeren Transportweg für die aus dem Lugau-Oelsnitzer Revier bezogene Steinkohle zu schaffen. Denn in Limbach wurden Handkulier- und Handkettenstühle für die ebenfalls dort ansässige Wirkwarenindustrie, später auch mechanische Rundwirk- und Kettenmaschinen, sowie Spezialnähmaschinen für die Wirkwarenkonfektion gefertigt.
Im Laufe des Jahres 1896 begannen die Bauarbeiten an der kurzen Verbindungsbahn. Über das Auritztal und bei Rabenstein war der Bau zweier größerer Viadukte notwendig. Am 30. November 1897 wurde die neue Strecke eröffnet.
Am 31. Dezember 1950 wurde wegen der geringen Verkehrsbedeutung der durchgehende Betrieb eingestellt.
Am 10. April 1951 wurde ein Teilstück der Strecke offiziell stillgelegt. Drei Tage später begann der Abbau der Gleisanlagen zwischen Bahnhof Röhrsdorf und Kilometer 6,565. Der Abschnitt von Kilometer 6,565 bis zur Abzweigstelle Schützenhaus wurde zunächst noch zum Baustofftransport für den Bau des Kulturpalastes in Rabenstein genutzt; erst 1952 wurden hier die Gleise abgebaut. Der Abschnitt zwischen der Abzweigstelle Schützenhaus und Wüstenbrand wurde später der Strecke Chemnitz–Obergrüna zugeordnet. Am 30. September 2004 wurde auch dieses verbliebene Reststück stillgelegt.
Der Bahnhof Röhrsdorf wurde hingegen noch bis 1959 im Güterverkehr bedient, danach fanden nur noch gelegentliche Übergabefahrten zum Bahnhof Kändler und zum Umspannwerk in Röhrsdorf statt. Diese wurden mit dem 31. Dezember 1994 auch eingestellt und die Strecke wurde am 6. Juni 1996 stillgelegt.

## Ausblick
Im Rahmen des Chemnitzer Modells ist längerfristig eine Wiederanbindung der Stadt Limbach-Oberfrohna an den Schienenpersonenverkehr geplant. Hierzu sollen die ersten etwa 2 km der Strecke wieder in Betrieb genommen werden. Zwischen Kändler und Röhrsdorf soll die Strecke dann von der alten Trasse abzweigen.
Im März 2025 pachtete der Verkehrsverbundes Mittelsachsen (VMS) den Abschnitt Limbach–Kändler von DB InfraGO. Der Umbau zur Regionalstadtbahn ist nun bis Mitte der 2030er Jahre vorgesehen.

## Streckenbeschreibung

### Verlauf

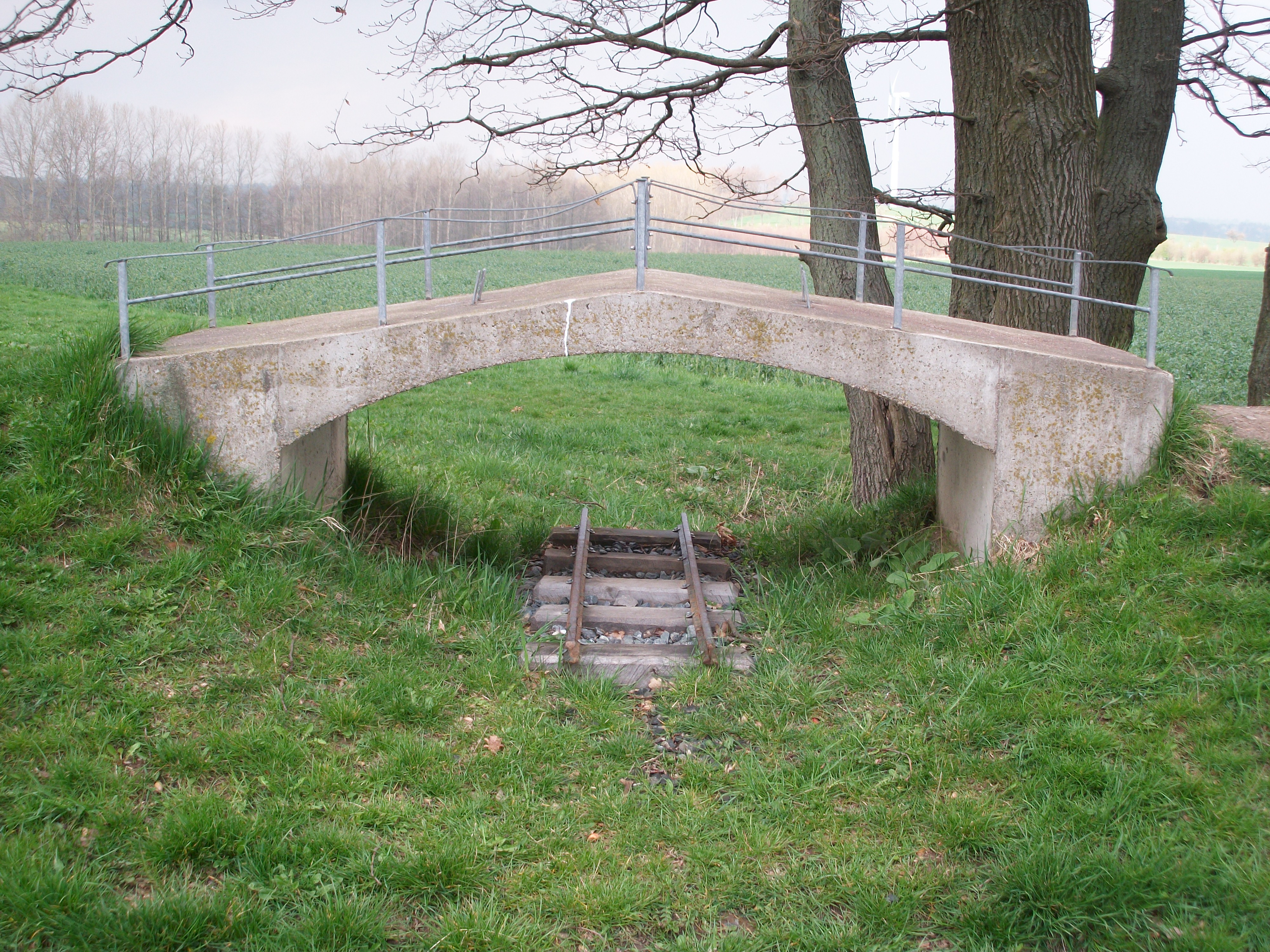
Rabenstein, Denkmal Eselsbrücke an der Kreisigstraße (2016)

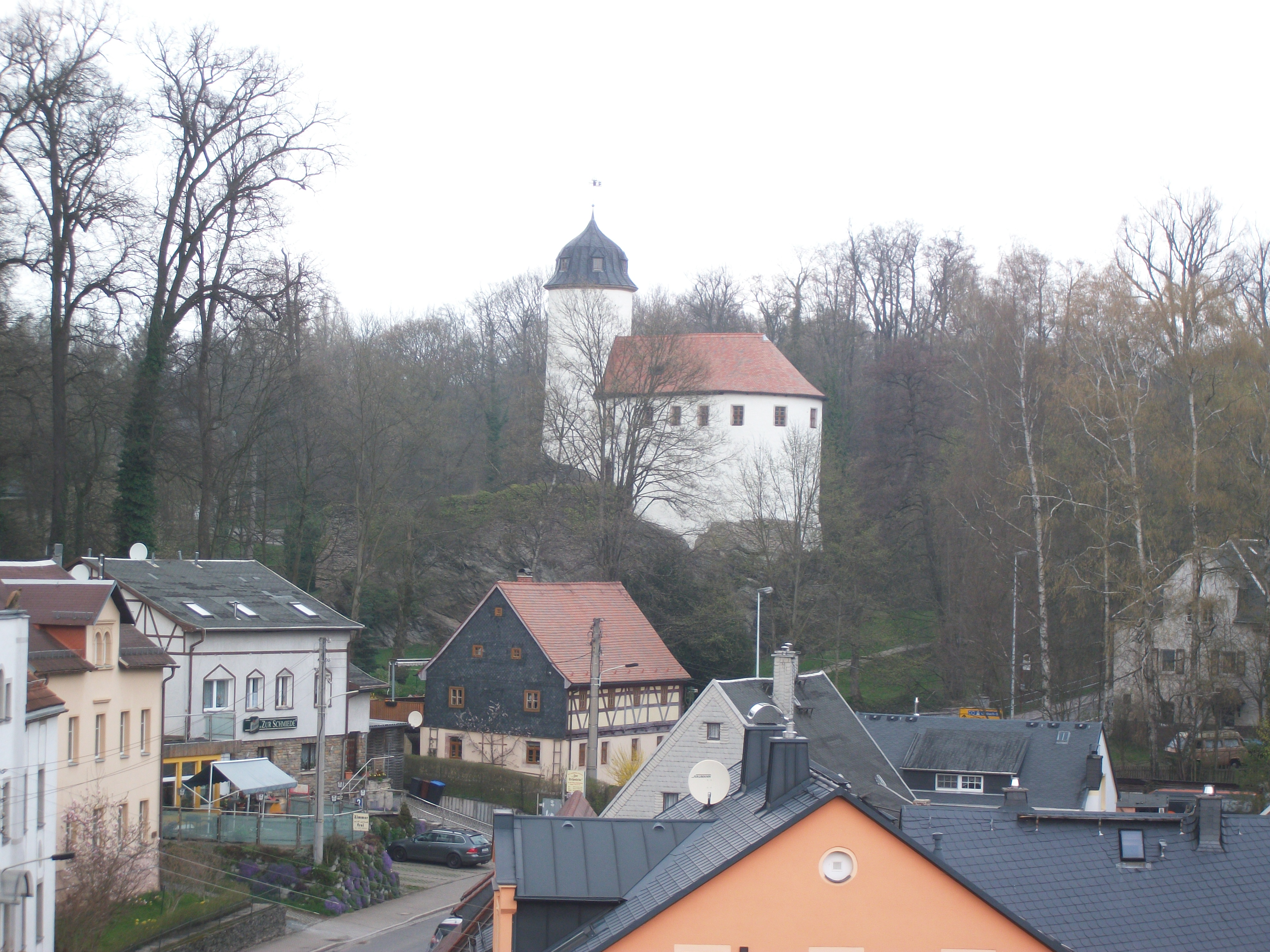
Burg Rabenstein, Blick vom Rabensteiner Viadukt (2016)

Beginnend am Bahnhof Limbach (Sachs) verlief die Bahnstrecke parallel zur Bahnstrecke Limbach–Wittgensdorf auf einem Hochdamm in Richtung Osten. In diesem Bereich sind die Gleise noch erhalten, jedoch ist der Damm mit Bäumen und Gebüsch überwachsen. Parallel dazu verläuft heute der „Ostring“ in Limbach-Oberfrohna, der als Zubringer zur Bundesautobahn 72 dient. Nach dem Eisenbahnübergang „Am Tännigt“ bog die Strecke nach Südosten ab und verließ die Trasse der Strecke nach Wittgensdorf. Kurz darauf wurde bei Kilometer 1,52 die Haltestelle Kändler erreicht, von der heute keine Zeugen mehr übrig sind. Hinter der Haltestelle wurde zugleich die „Bahnhofstraße“ ebenerdig und auf zwei Brücken die „Hauptstraße“ und der Pleißenbach überquert. Beide Brücken sind erhalten. Hinter dem Bahnübergang „Kirchstraße“ in Kändler zweigte das Anschlussgleis zum Umspannwerk Röhrsdorf ab, welches nun bis zur Haltestelle Röhrsdorf (b Chemnitz) parallel verlief. Diese Haltestelle, von der es keine Zeugen mehr gibt und vom Umspannwerk überbaut wurde, erreichte man bei Kilometer 3,17 hinter dem Bahnübergang „Haardt“. Anschließend führte die Bahnstrecke gen Süden und überquerte über das Auritzbachtalviadukt die Bundesautobahn 4. Von der einstigen Brücke sind nur die Pfeiler übrig geblieben, die von der Autobahn aus sichtbar sind. An der „Kreisigstraße“ in Rabenstein erinnert heute ein kleines Denkmal namens „Eselsbrücke“ an die einstige Straßenüberführung. Danach verlief die Bahnstrecke gen Südwesten und erreichte kurz darauf den Rabensteiner Viadukt und anschließend den Bahnhof Rabenstein (Sachs). Auf der ehemaligen Strecke befindet sich ein Fußweg. Die meisten Gebäude des Rabensteiner Bahnhofs sind erhalten. Im nun folgenden Rabensteiner Wald mündete bei Kilometer 8,528 am Abzweig Schützenhof die Bahnstrecke Küchwald–Obergrüna ein. Bei Kilometer 9,81 wurde Grüna (Sachs) ob Bf erreicht. Das Empfangsgebäude ist nach historischen Gesichtspunkten restauriert worden. Im Bereich von Grüna sind auch die Schienen noch befahrbar, wovon ein Schienenfahrzeug im Bahnhof zeugt. Nach knapp 12 Kilometern mündet die Bahnstrecke schließlich im Bahnhof Wüstenbrand in die Bahnstrecke Dresden–Werdau ein.

### Betriebsstellen
Limbach (Sachs) ⊙

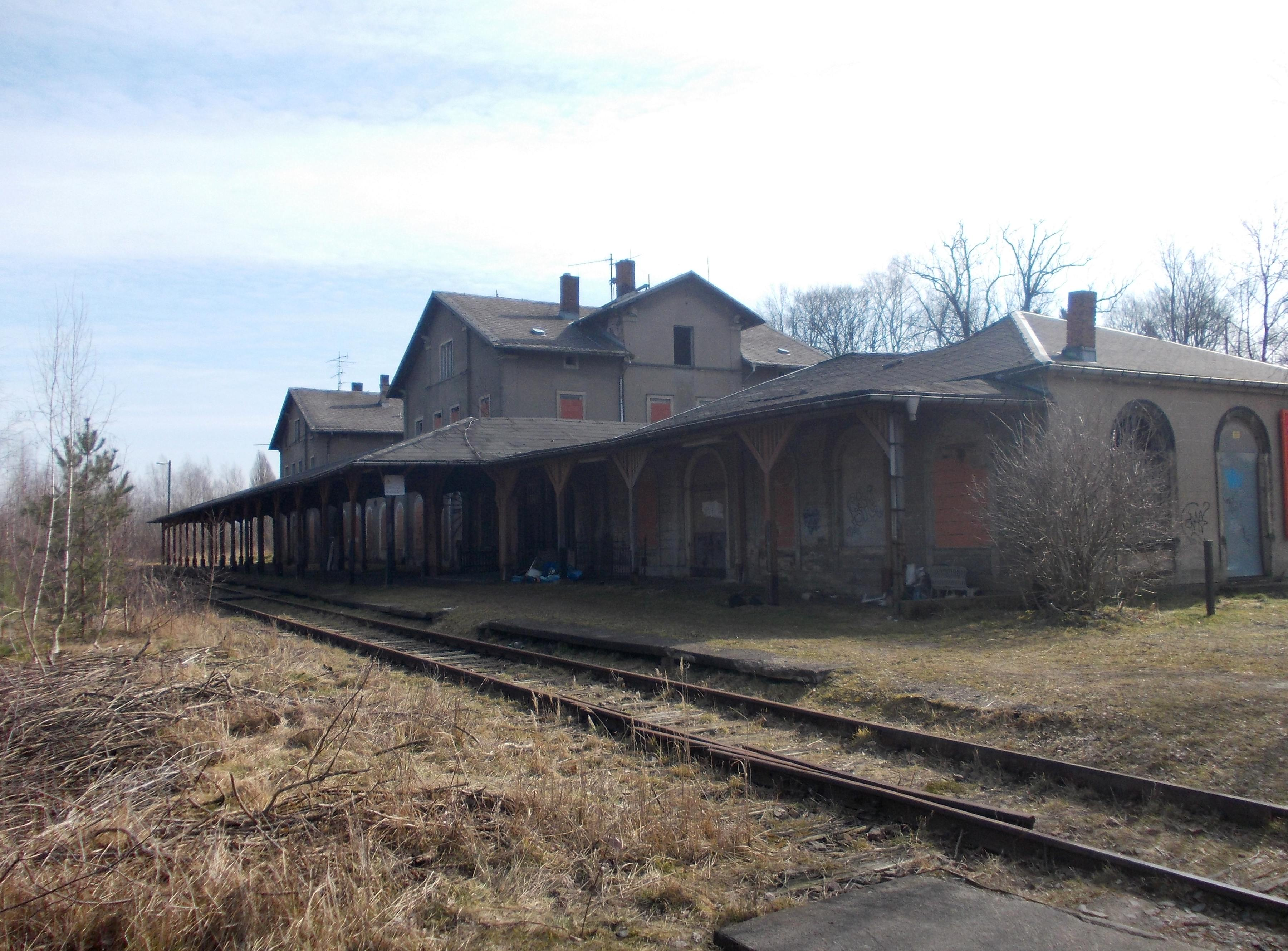
Bahnhof Limbach (Sachs), Gleisseite (2015)

Der Bahnhof Limbach wurde am 8. April 1872 zusammen mit der Bahnstrecke Neukieritzsch–Chemnitz und der in Wittgensdorf ob Bf in diese mündenden Bahnstrecke Limbach–Wittgensdorf eröffnet. 1897 folgte die Eröffnung der Bahnstrecke Limbach-Wüstenbrand und 1913 die der Bahnstrecke Limbach–Oberfrohna, wodurch der Bahnhof Limbach zu einem Knotenpunkt wurde.
Er trug folgende Namen:
- bis 1902: Limbach
- bis 1904: Limbach bei Chemnitz
- bis 1911: Limbach (Sachsen)
- bis 1933: Limbach (Sa)
- seit 1933: Limbach (Sachs)

1950 endete der Personenverkehr auf der Bahnstrecke nach Wüstenbrand. Danach fanden auf einem Teilstück noch Fahrten im Güterverkehr bis Röhrsdorf (letztmals 1959) bzw. zum Umspannwerk Röhrsdorf und zum Bahnhof Kändler (bis 1994) statt.
Seit der Einstellung des Personenverkehrs auf der Strecke von Wittgensdorf ob Bf bis Oberfrohna im Jahr 2000 und der Stilllegung im Jahr 2003 ist der Bahnhof außer Betrieb. Eine Reaktivierung im Rahmen des Chemnitzer Modells ist denkbar. Das Areal des Bahnhofs befindet sich am Ostring und hinterlässt einen verwahrlosten Eindruck. Im Jahr 2015 wurde der Mittelbau des Empfangsgebäudes sowie die Empfangs- und Gepäckhalle abgerissen. Die beiden mehrstöckigen Seitenflügel blieben dabei erhalten.
Kändler ⊙

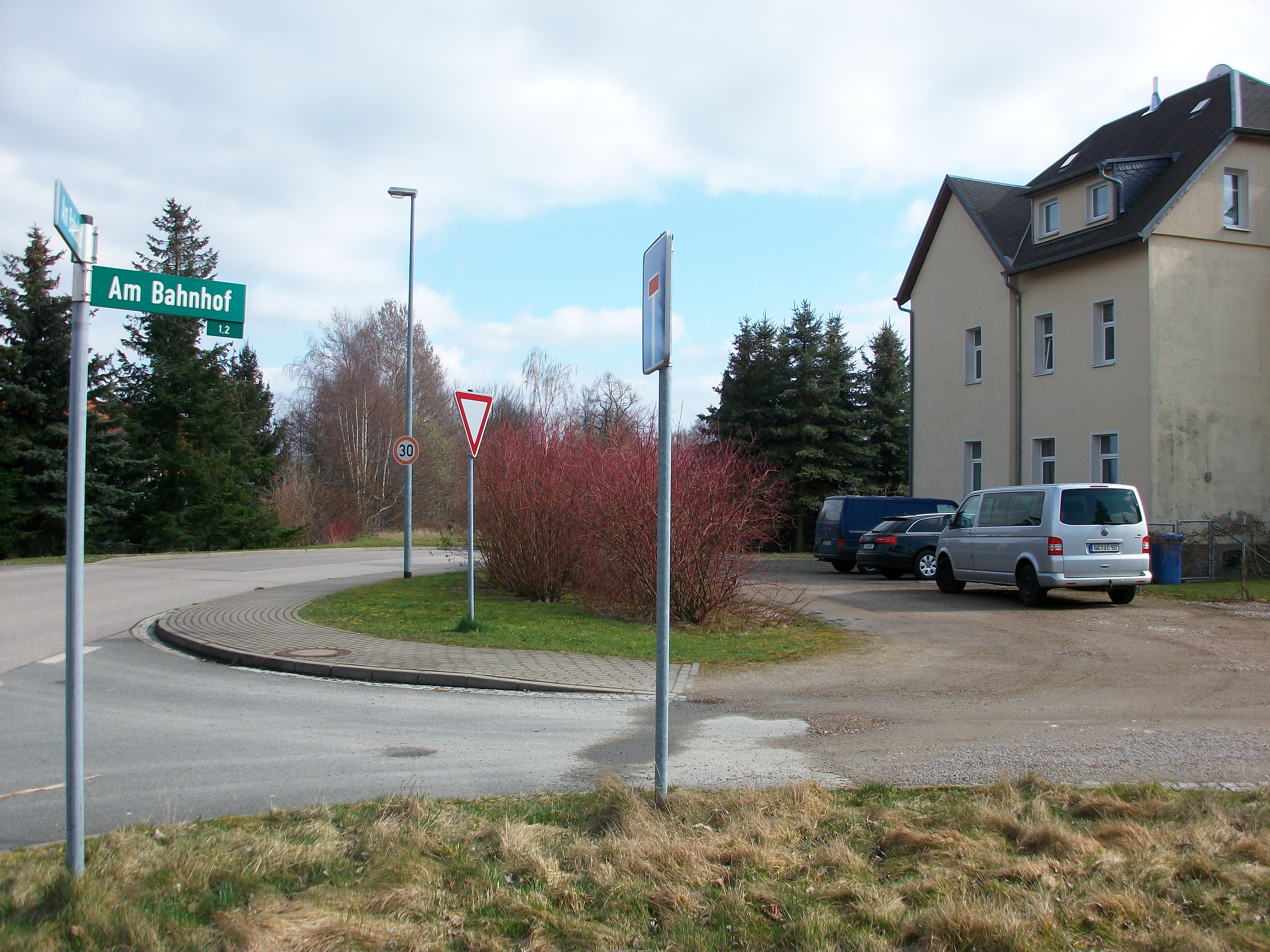
Kändler, Am Bahnhof (2016)

Die Haltestelle Kändler wurde am 1. Dezember 1897 eröffnet. 1905 erfolgte die Hochstufung zum Bahnhof und 1933 die Widmung zur Haltestelle. Sie bestand aus zwei Weichen, einem Ladegleis mit Rampe und einem hölzernen Wartehäuschen mit Freiabtritt, von denen heute nichts mehr vorhanden ist.
Nachdem auf der Bahnstrecke Limbach-Wüstenbrand wegen der geringen Verkehrsbedeutung am 31. Dezember 1950 der durchgehende Betrieb und der Personenverkehr eingestellt wurde, erfolgte am 10. April 1951 die Stilllegung und der Abbau der Gleise hinter dem Bahnhof Röhrsdorf in Richtung Wüstenbrand bis Kilometer 6,565. Die Haltestelle Kändler war seit dem 31. Dezember 1950 eine Ladestelle, zu der gelegentlich noch Übergabefahrten stattfanden. Weiterhin fuhren auf der Strecke gelegentlich auch Züge zum Umspannwerk Röhrsdorf. Nach der Einstellung dieser Fahrten zum 31. Dezember 1994 erfolgte die Stilllegung des Streckenabschnitts und der Ladestelle Kändler am 6. Juni 1996. Von der einstigen Haltestelle Kändler zeugen die Straßen „Am Bahnhof“ und die „Bahnhofstraße“ in Kändler, sowie eine Eisenbahnbrücke über die „Hauptstraße“, die in Richtung Wüstenbrand kurz hinter der Station lag. Das Gelände des einstigen Bahnhofs weist kaum noch Spuren vom Schienenverkehr auf, seitdem die Bahnhofstraße ausgebaut worden ist und auf dem Areal hinter dem Bahnhof eine Eigenheimsiedlung entstand. Auch der Güterschuppen existiert nicht mehr.
Röhrsdorf (b Chemnitz) ⊙
Die Haltestelle Röhrsdorf bei Chemnitz wurde am 1. Dezember 1897 eröffnet. 1905 erfolgte die Hochstufung zum Bahnhof und 1933 die Widmung zur Haltestelle. Die Station trug folgende Namen:
- bis 1911: Röhrsdorf bei Chemnitz
- bis 1933: Röhrsdorf b Chemnitz
- seit 1933: Röhrsdorf (b Chemnitz)

Nachdem auf der Bahnstrecke Limbach-Wüstenbrand wegen der geringen Verkehrsbedeutung am 31. Dezember 1950 der durchgehende Betrieb und der Personenverkehr eingestellt wurde, erfolgte am 10. April 1951 die Stilllegung und der Abbau der Gleise hinter dem Bahnhof Röhrsdorf in Richtung Wüstenbrand bis Kilometer 6,565. Der Bahnhof Röhrsdorf war seit dem 31. Dezember 1950 eine Ladestelle, die noch bis 1959 im Güterverkehr bedient wurde. Danach fanden gelegentlich noch Übergabefahrten zum benachbarten Umspannwerk Röhrsdorf, das ein Anschlussgleis besaß und zum Bahnhof Kändler statt. Nach der Einstellung dieser Fahrten zum 31. Dezember 1994 erfolgte die Stilllegung des Streckenabschnitts am 6. Juni 1996. Vom einstigen Bahnhof Röhrsdorf (b Chemnitz), der in der Nähe der Straße „Haardt“ liegt, sind keine Überreste außer dem mit Birken bewachsenen Gleiskörper samt Gleisen erhalten. Seine Fläche wird teilweise vom benachbarten Umspannwerk beansprucht. Das Anschlussgleis zum Umspannwerk ist noch vorhanden.

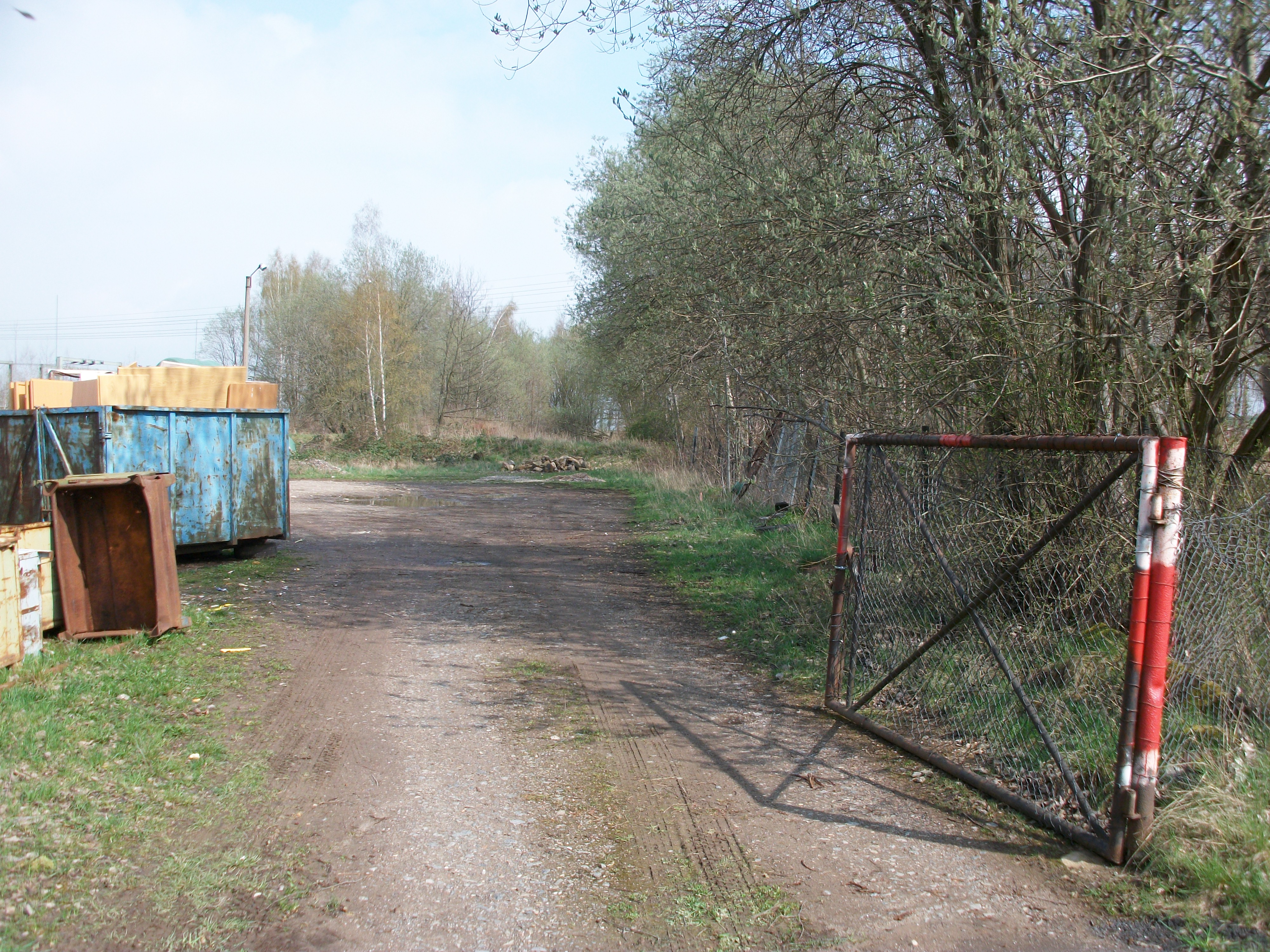
Areal des ehem. Bahnhofs Röhrsdorf (b Chemnitz) (2016)
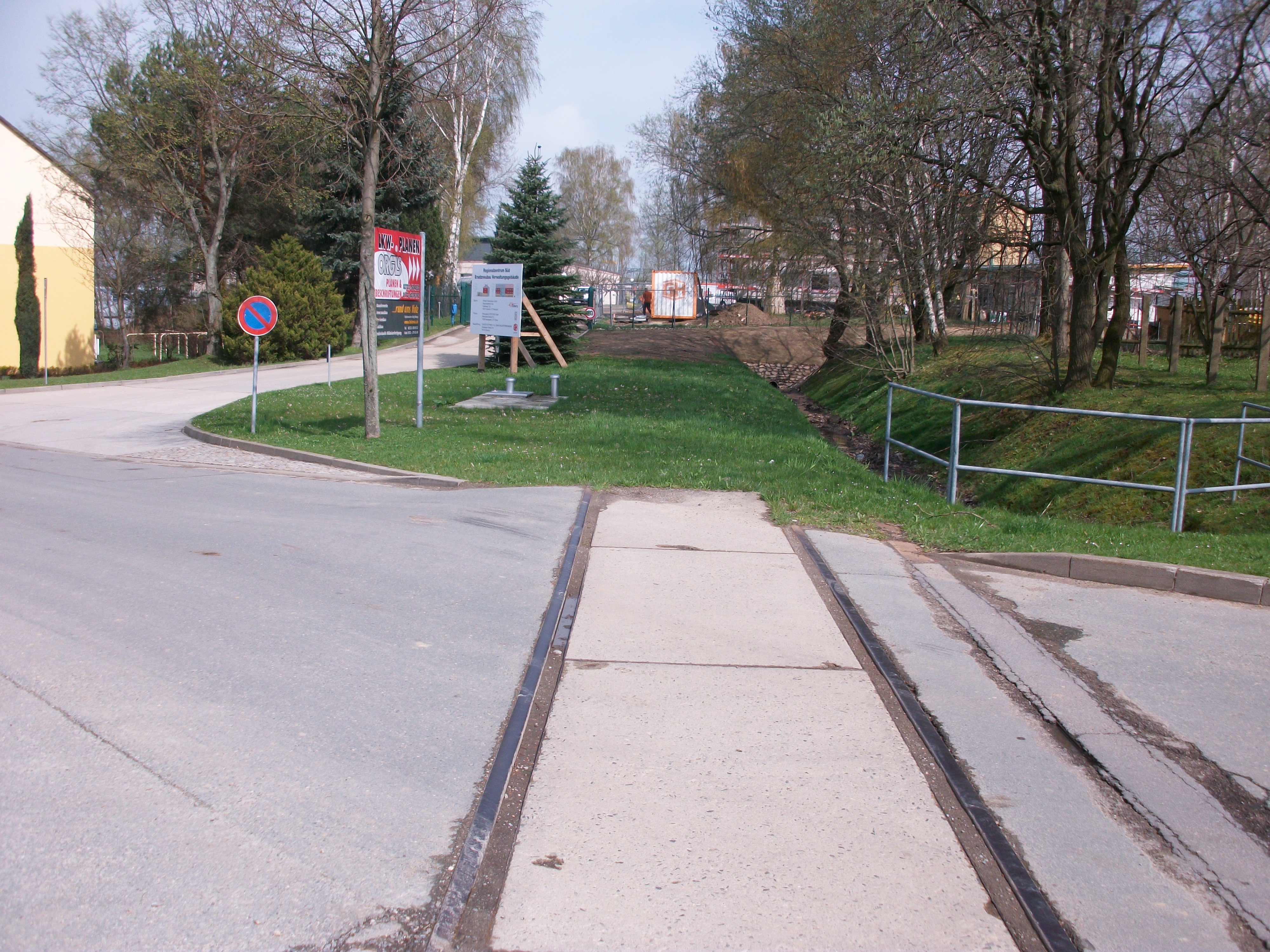
Röhrsdorf, Anschlussgleis zum Umspannwerk (2016)
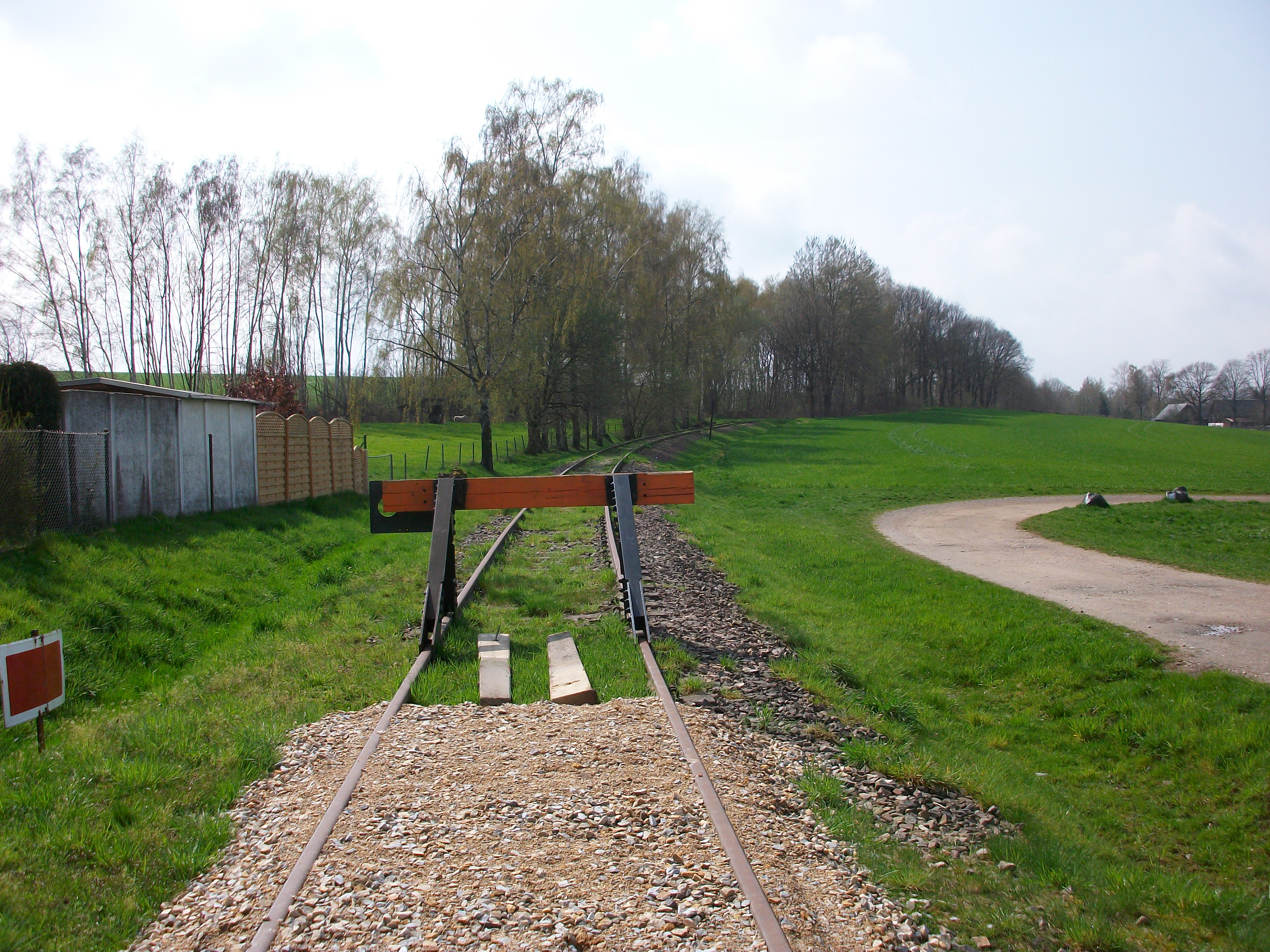
Röhrsdorf, Anschlussgleis zum Umspannwerk mit Prellbock (2016)

Rabenstein (Sachs) ⊙

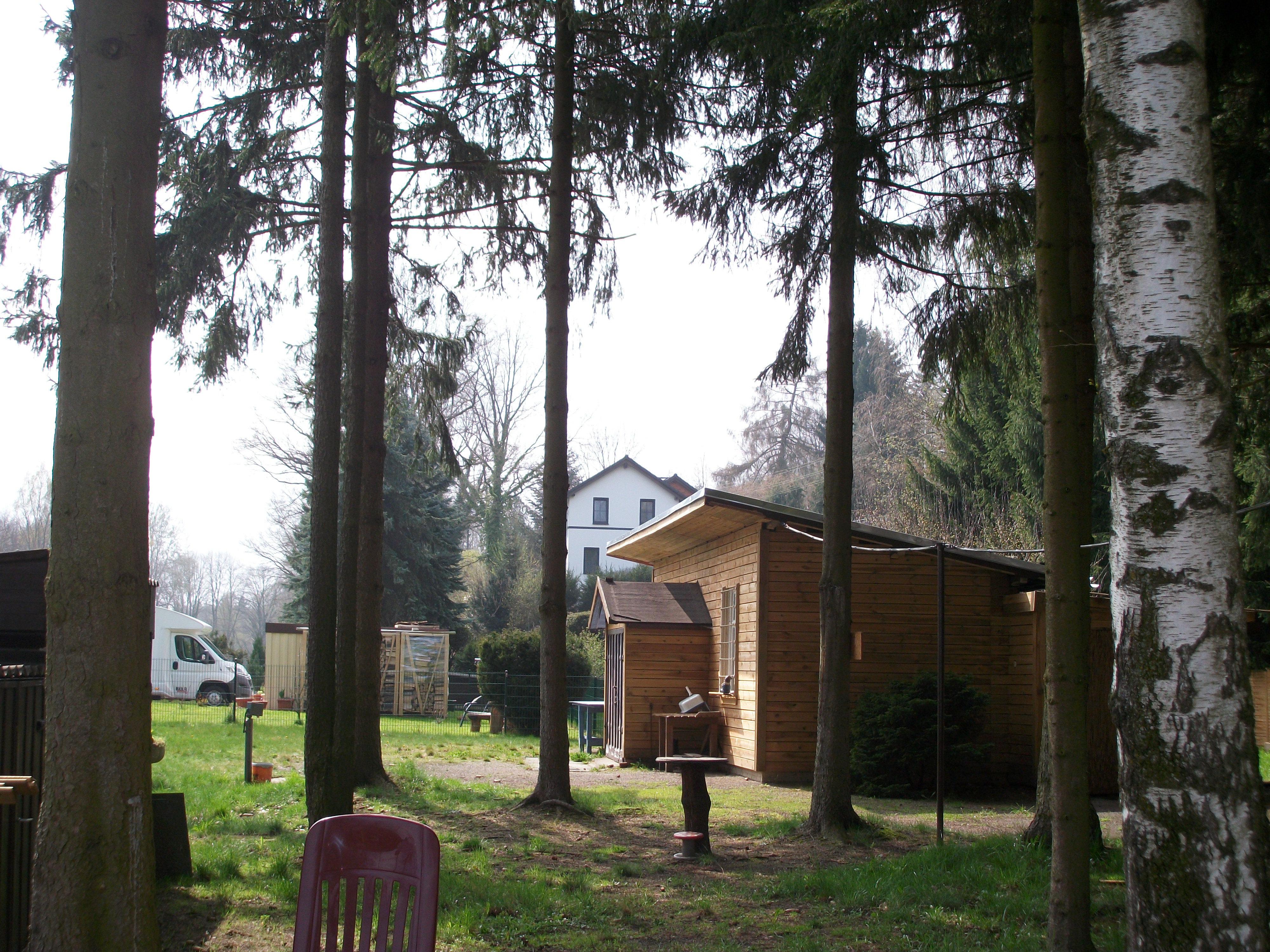
Bahnhof Rabenstein, ehem. Wartehalle (2016)

Der Bahnhof Rabenstein (Sachs) wurde am 1. Dezember 1897 mit der Aufnahme des Schienenverkehrs auf der Strecke Limbach-Wüstenbrand eröffnet. In Fahrtrichtung Wüstenbrand befindet er sich direkt hinter dem Rabensteiner Viadukt. Nachdem am 31. Dezember 1950 wegen der geringen Verkehrsbedeutung der durchgehende Betrieb eingestellt wurde, erfolgte der Abbau der Gleise zwischen den Bahnhöfen Rabenstein und Röhrsdorf. Bis 1952 wurde der Abschnitt zwischen der nunmehrigen Ladestelle Rabenstein und dem Abzweig Schützenhof noch für die Bauarbeiten des Kulturpalasts in Rabenstein genutzt, danach erfolgte die Stilllegung des Abschnitts. Kurz vor der Einstellung des Schienenverkehrs erhielt der Bahnhof mit der Eingemeindung nach Chemnitz 1950 den Namen Chemnitz-Rabenstein und nach der Umbenennung der Stadt 1953 Karl-Marx-Stadt-Rabenstein.
Ebenso wie der Rabensteiner Viadukt blieb die kleine Wartehalle erhalten. Sie wurde restauriert und wird heute als Gartenhäuschen genutzt. Einzig der Güterschuppen wurde 1996 abgerissen. Das Areal des Bahnhofs dient heute als Wanderparkplatz für den anliegenden Rabensteiner Wald.
Grüna (Sachs) ob Bf ⊙

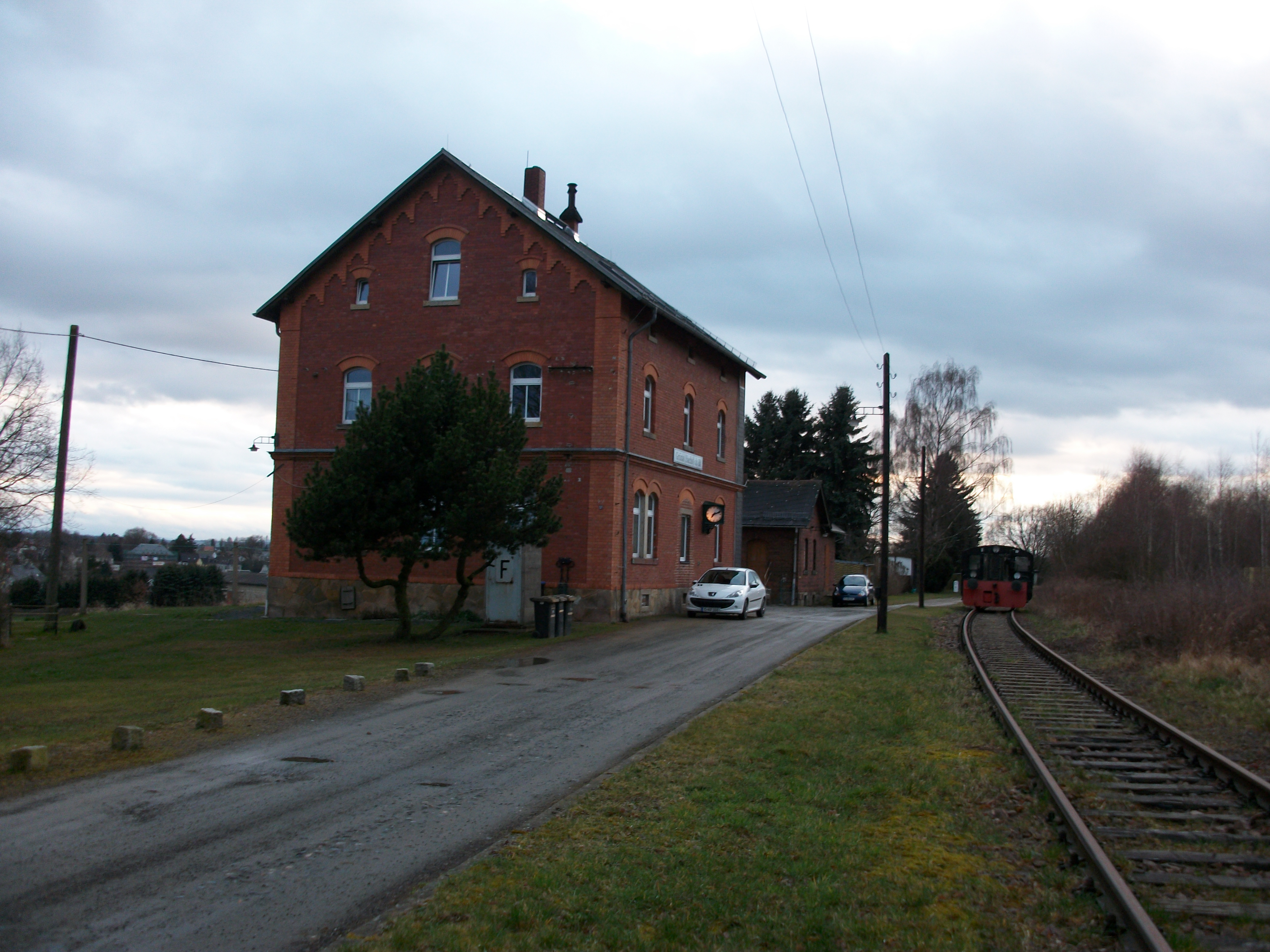
Bahnhof Obergrüna (2016)

Grüna (Sachs) ob Bf wurde am 1. Dezember 1897 als Haltestelle Obergrüna eröffnet. 1905 erfolgte die Hochstufung zum Bahnhof. Er trug folgende Namen:
- bis 1910: Obergrüna
- bis 1911: Grüna (Sachsen) ob Bf
- bis 1933: Grüna (Sa) ob Bf
- seit 1933: Grüna (Sachs) ob Bf

Nach dem 1858 an der Bahnstrecke Dresden–Werdau errichteten Haltepunkt Grüna (Sachs) war Grüna (Sachs) ob Bf die zweite Station von Grüna. Sie wurde mit der Eröffnung der Bahnstrecke Limbach–Wüstenbrand im Jahr 1897 eröffnet. Seit 1903 mündete nahe beim Bahnhof Obergrüna am Abzweig Schützenhaus die Bahnstrecke Küchwald–Obergrüna ein.
Nachdem auf der Bahnstrecke Limbach-Wüstenbrand wegen der geringen Verkehrsbedeutung am 31. Dezember 1950 der durchgehende Betrieb eingestellt wurde, blieb aus Richtung Wüstenbrand die Strecke zunächst bis Kilometer 6,565 (hinter dem Bahnhof Rabenstein) bestehen. Nachdem 1952 der Abschnitt Abzweig Schützenhaus-Kilometer 6,565 stillgelegt wurde, gliederte man den Abschnitt Wüstenbrand-Abzweig Schützenhaus mit der Station Grüna (Sachs) ob Bf der Bahnstrecke Küchwald-Obergrüna zu. Auf dieser endete der Betrieb im Jahr 2004, wodurch auch Grüna ob Bf seine Bedeutung verloren hat. Das nach historischen Gesichtspunkten restaurierte Empfangsgebäude befindet sich an der August-Bebel-Straße in Grüna. Die Strecke vor dem Bahnhof ist intakt und kann mit einem Schienenfahrzeug befahren werden.
Wüstenbrand ⊙

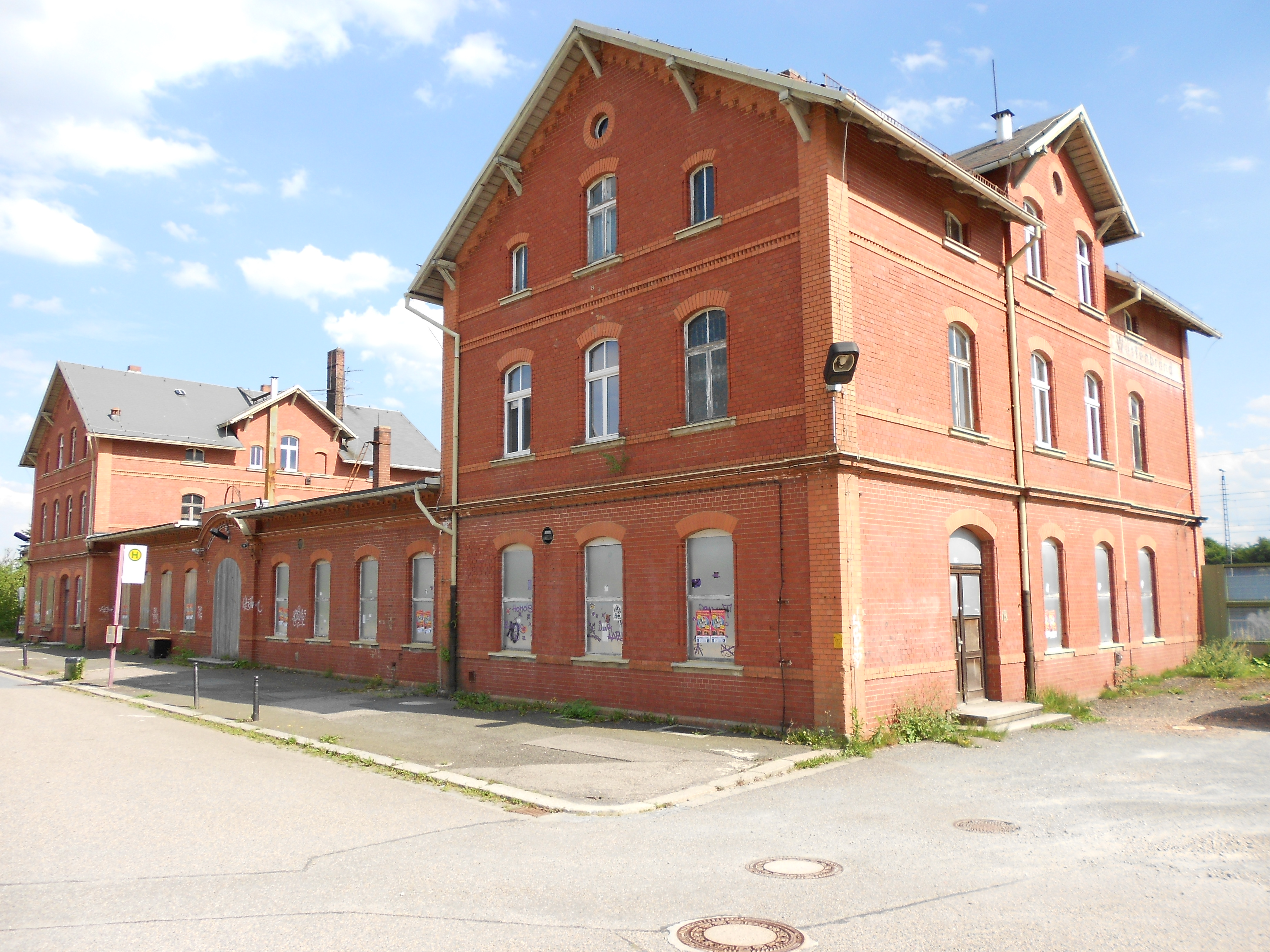
Bahnhof Wüstenbrand

Der Bahnhof Wüstenbrand besteht seit der Eröffnung der Bahnstrecke Dresden–Werdau im Jahr 1858. Zunächst war hier nur die Kohlenbahn Lugau–Wüstenbrand der Chemnitz-Würschnitzer Eisenbahngesellschaft eingebunden (die später bis Höhlteich (heute: Bahnhof Neuoelsnitz) verlängert wurde), 1897 kam noch die Bahnstrecke Limbach–Wüstenbrand hinzu. Letztere diente teilweise zusammen mit der nach 1903 erfolgten Eröffnung der Bahnstrecke Küchwald–Obergrüna hin und wieder als Umleitungsstrecke für den Streckenabschnitt Chemnitz–Wüstenbrand.
Die Bahnstrecken nach Limbach, Neuoelsnitz und Küchwald sind heute stillgelegt, dennoch hat Wüstenbrand eine gewisse Funktion als Überholmöglichkeit im Zuge der verbliebenen Hauptstrecke. Auch sind noch zwei Gütergleise vorhanden, die derzeit aber nicht genutzt werden.

## Fahrzeugeinsatz
Anfangs wurde sowohl die Gattung IIIb T als auch die Gattung I V vor Güter- und Personenzügen eingesetzt. Später wurden diese durch die leistungsstärkere Gattung IV T ersetzt.
Ab Ende der 1920er Jahre kamen fast ausschließlich Preußische T 12 (Baureihe 74.4-13), Sächsische XIV HT (Baureihe 75.5) und Sächsische XI HT (Baureihe 94.19-21) auf der Strecke zum Einsatz. Abgelöst wurden diese ab 1941 durch die Einheitslokomotiven der Baureihe 64, die bis zur Stilllegung der Strecke den gesamten Verkehr bewältigten.

## Relikte
Das markanteste Zeugnis der seit Jahrzehnten stillgelegten Bahnstrecke ist der Rabensteiner Viadukt, der heute als Wanderweg genutzt wird. Seit 1986 steht er wegen seiner besonderen Konstruktion unter Denkmalschutz.
Erhalten ist auch ein Teil der Trasse, welche zum Teil mit Bäumen bewachsen ist. Deutlich erkennbar ist auch der Standort des ehemaligen Auritztalviaduktes, unter dem ab Mitte der 1930er Jahre die heutige Bundesautobahn 4 verlief.

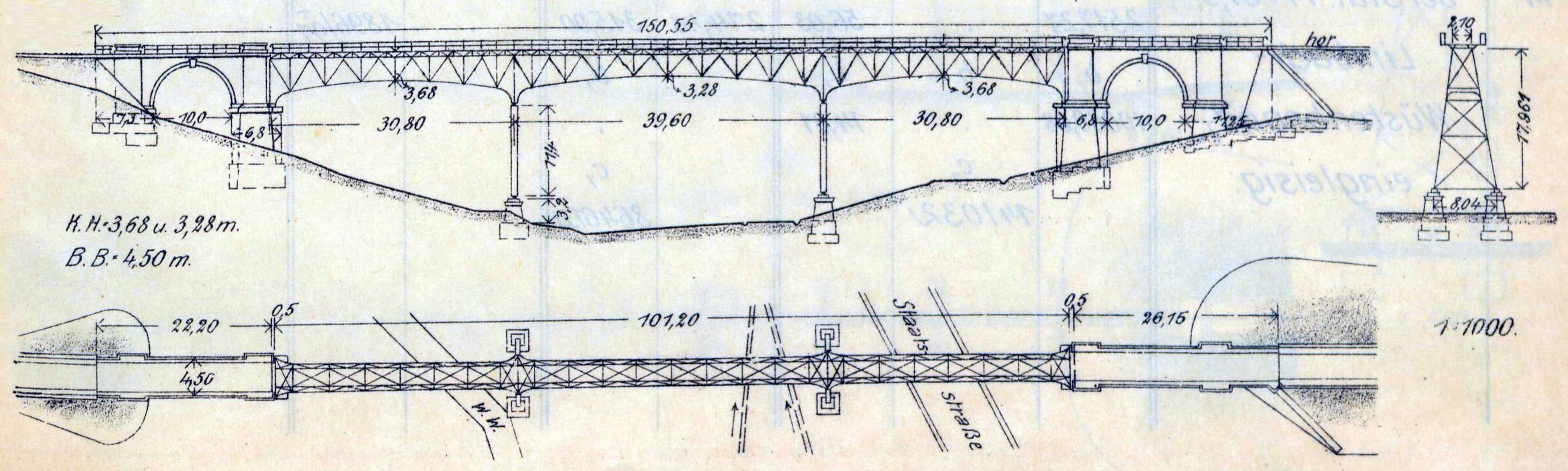
Auritztalviadukt circa 1911
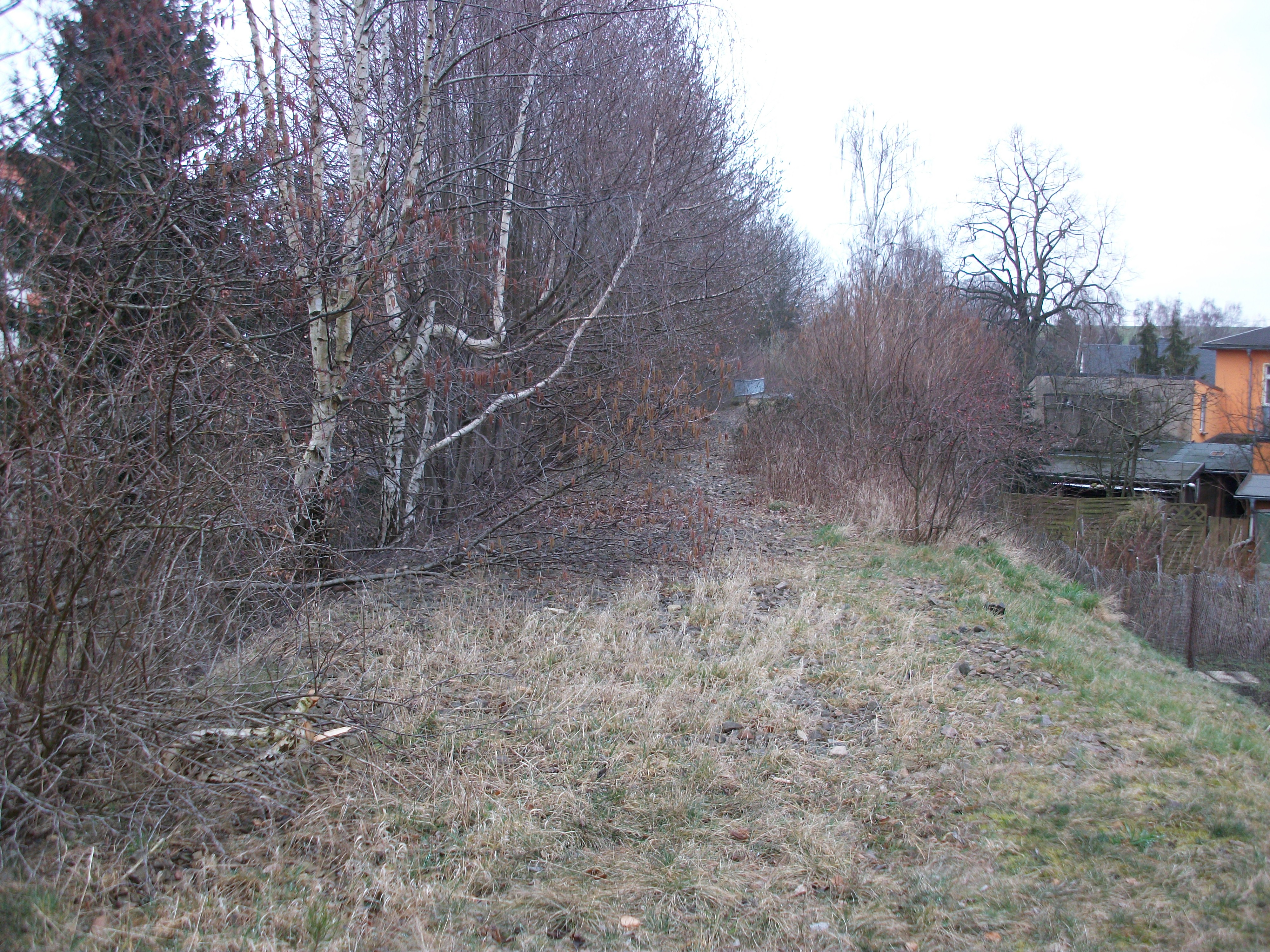
Bahndamm beim ehem. Bahnhof Kändler (2016)
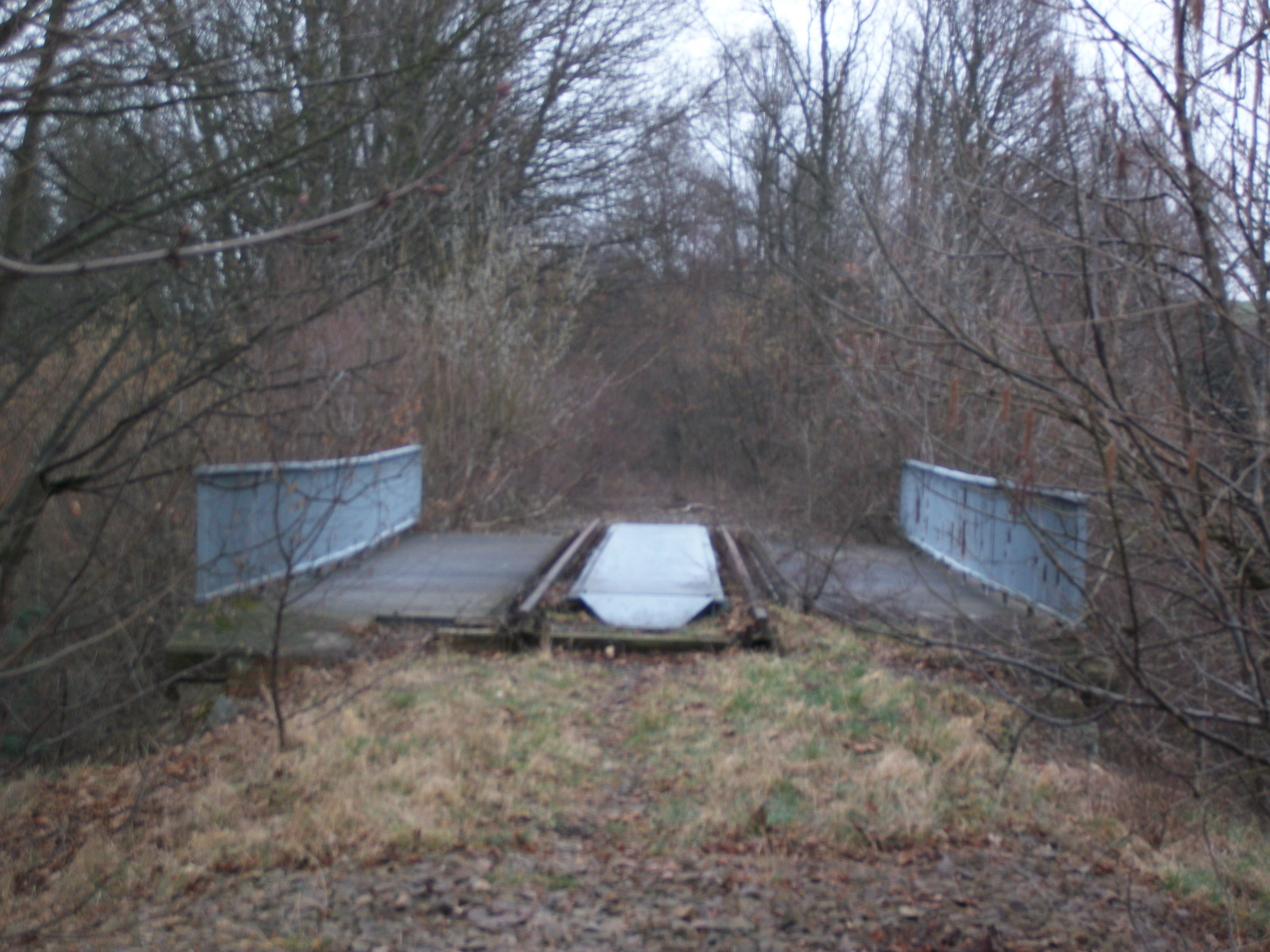
Bahnbrücke beim ehem. Bahnhof Kändler (2016)
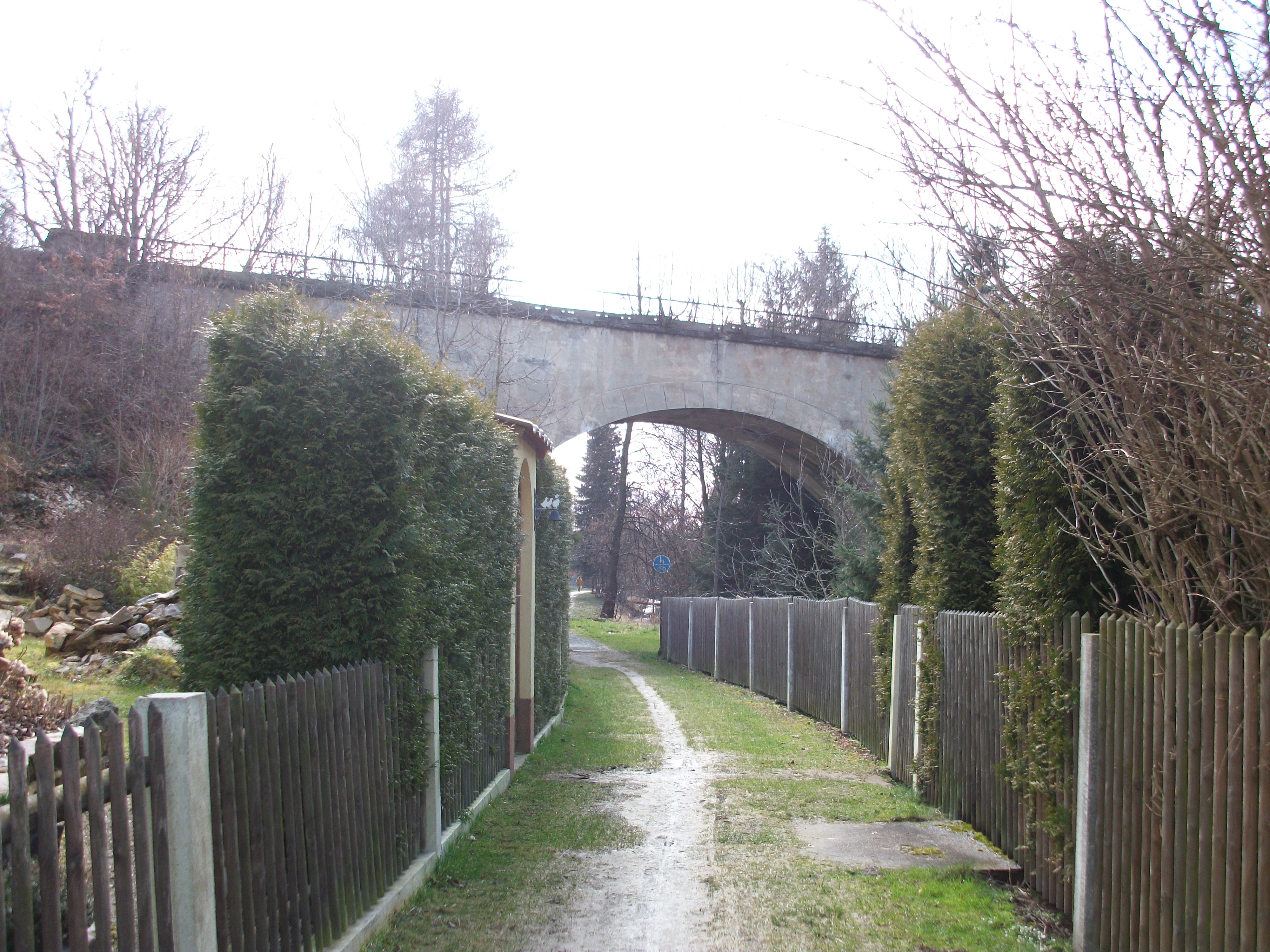
Pleißenbachviadukt in Kändler (2016)
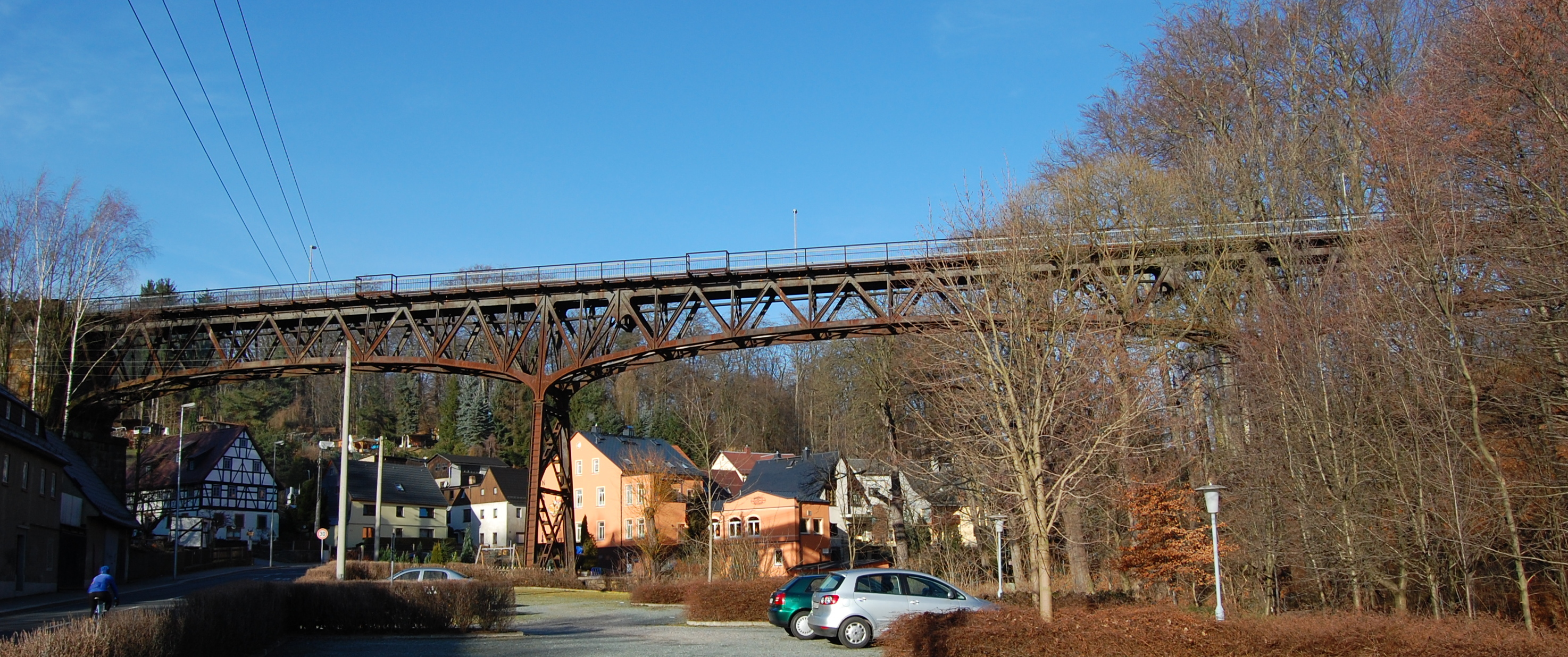
Rabensteiner Viadukt (2008)
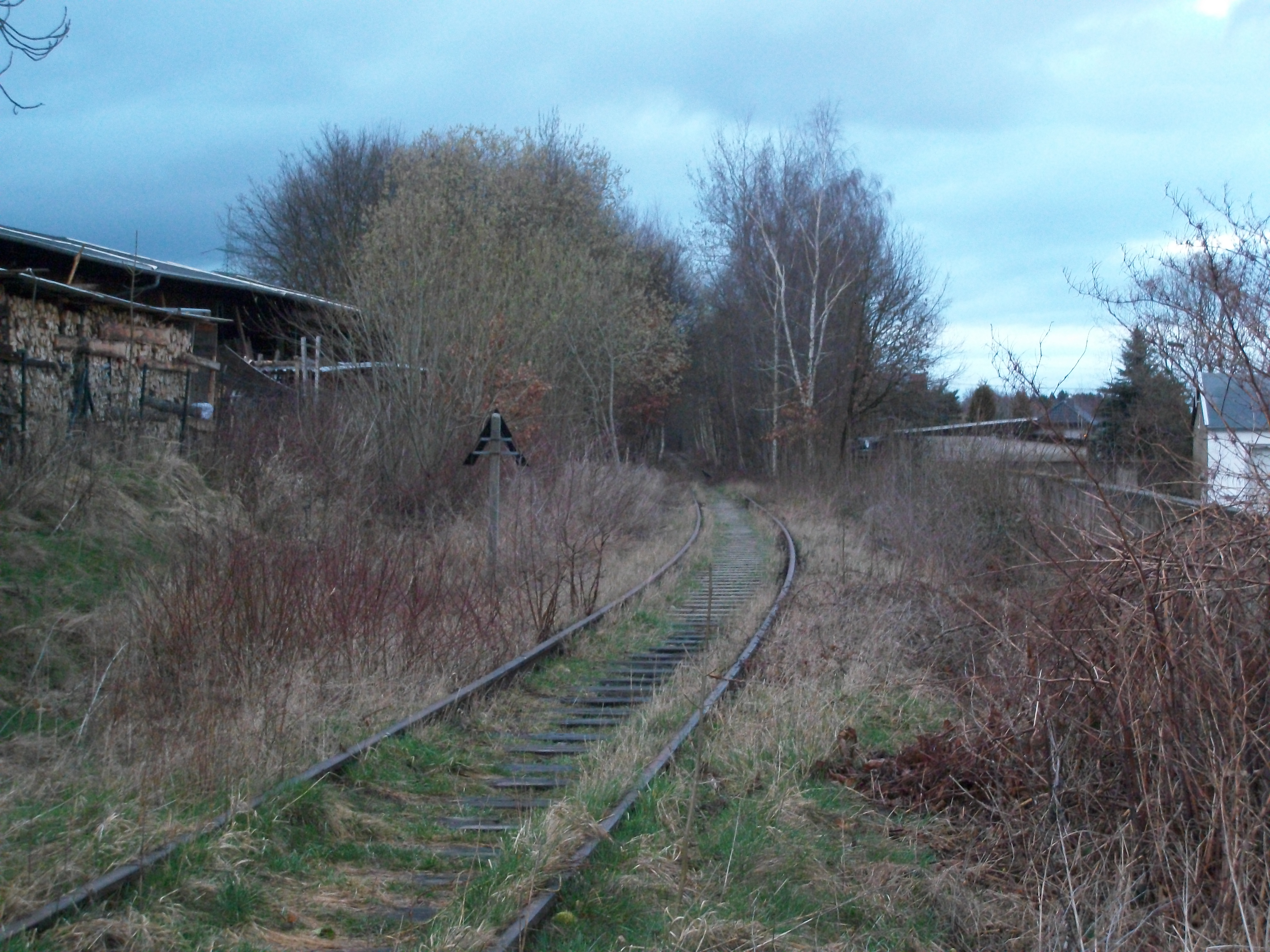
Bahnstrecke nach Rabenstein in Obergrüna (2016)